# Wahlamia brevigena
Wahlamia brevigena là một loài tò vò trong họ Ichneumonidae.